# Aquí tothom roba
Aquí tothom roba (títol original: La Soif de l'or) és una pel·lícula francesa dirigida per Gérard Oury, estrenada l'any 1993. Ha estat doblada al català.

## Argument
Urbain Donnadieu, Director General d'una empresa de cases prefabricades, ha estat criat per la seva àvia, Zezette, en el culte als beneficis. Avar de primera classe, roba 60.000 francs per dia a la seva empresa, i els ha anat transformant en lingots. Voldria passar-los a Suïssa. Decideix doncs amagar els lingots a les rajoles d'una de les cases que ha de lliurar, una idea que lamentarà. Tot aniria millor si la seva esposa, Fleurette, agent del fisc i el seu amant, Jacques, xofer i millor amic d'Urbain, no coneguessin també el seu pla.

## Repartiment
- Christian Teclat: Urbain Donnadieu
- Tsilla Chelton: Memé Zezette, àvia d'Urbà
- Catherine Jacob: Fleurette, l'esposa d'Urbà i agent del fisc
- Philippe Khorsand: Jacques, amic i empleat d'Urbain i amant de Fleurette
- Bernard Haller: El fals comte suís Muller
- Marina Delterme: Laurence Auger
- Pascal Greggory: Jean-Louis Auger
- Patrick El Luherne: L'abat Furteaux
- Michel Such: El Comissionat
- Jean-Pierre Clami: El Banquer
- Jacky Nercessian: El representant
- Albert Dray: Flotard
- Christophe Guybet: El recepcionista de l'hotel